# Sýpka Pitkovického dvora
Sýpka Pitkovického dvora v Pitkovicích v Praze stojí u křižovatky ulic Žampiónová, K dálnici a Hlívová. Je chráněna jako nemovitá kulturní památka České republiky; do areálu patří špýchar a brána s úseky ohradních zdí.

## Historie
Sýpka byla součástí staršího, již zaniklého dvorce druhé poloviny 18. století. Stojí v místech bývalého poplužního dvora a pravděpodobně původní tvrze.

## Popis
Obdélný jednopatrový objekt je krytý valbovou střechou s taškami. Špýcharová okénka v kamenném ostění jsou rozmístěna ve dvou řadách; na delší straně je šest okének, na kratší straně čtyři. Ve stěně do dvora je v přízemí prostý obdélný kamenný portál.
Na špýchar na kratší straně navazuje část ohradní zdi s branou. Brána má půlkruhově ukončený vjezd se středním klenákem. Je zdobená odsazenými prohnutými křidélky a krytá prejzovou krytinu. Ohradní zeď je hladká, nečleněná a krytá prejzy.